# Andriamanelo
Andriamanelo (1540–1575) war König von Alasora im zentralen Hochland von  Madagaskar. Er wird von Historikern generell als Stammvater der königlichen Merina-Dynastie betrachtet, die bis zum Ende des 19. Jahrhunderts ihre Herrschaft über ganz Madagaskar ausdehnte. Der Sohn einer Mutter aus dem Stamm der Vazimba und eines Mannes aus dem Stamm der Hova aus dem Südosten, aus Anosy, führte eine Reihe von Feldzügen gegen das Volk der Vazimba und initiierte damit einen Prozess, durch den dieses Volk letztlich von der Hochebene vertrieben wurde. Der Konflikt, der seine Herrschaft begleitete, führte auch zur Umsetzung vieler Innovationen. Dazu gehörten unter anderem die Errichtung von befestigten Dörfern im Hochland und die Verwendung von eisernen Waffen. Die mündliche Tradition schreibt Andriamanelo auch die Einführung einer herrschenden Kaste (Andriana) und die Festlegung der Thronfolgeregelung zu. Darüber hinaus wird ihm die Einführung des Beschneidungsrituals, des Hochzeitsbrauches vodiondry und der Malagasy-Astrologie (sikidy) zugeschrieben.

## Jugend
Andriamanelo war der älteste Sohn der regierenden Vazimba-Königin Rafohy (in der mündlichen Tradition auch Rangita benannt) und deren Ehemann Manelobe aus dem Stamm der Hova, die möglicherweise von den Zafiraminia aus Anosy abstammen. Zur Zeit der Ehe von Rafohy und Manelobe waren die Hova eine Minderheit, die erst kürzlich aus ihrem angestammten Gebiet im Südosten in das von den Vazimba dominierte Hochland vorgedrungen waren. Aus der Ehe gingen zwei Söhne hervor: Andriamanelo und sein jüngerer Bruder Andriamananitany, sowie die Schwester Rafotsindrindramanjaka. Rafohy entschied, dass Andriamanelo die Herrschaft nach dem Tod der Mutter übernehmen sollte. Sie legte auch fest, dass nicht sein Erbe, sondern sein jüngerer Bruder nach ihm König werden sollte. Diese Sukzession, die von der Königin "für alle Zeiten" angeordnet wurde, wurde als fanjakana arindra ("geordnete Regierung") bezeichnet und hatte auch Auswirkungen auf die allgemeine Erbfolge: Immer, wenn ein Älterer Erbe und ein Jüngerer in einer Familie vorhanden waren, würden die Eltern die Autorität zunächst an den Älteren vererben und nach dessen Tod würde diese an den Jüngeren übergehen. Die Königin übergab das Dorf der Alasora (einen der Zwölf Heiligen hügel von Imerina) an Andriamanelo als eigenes Territorium, so lange sie lebte und sein Bruder Andriamananitany bekam das Dorf Ambohitrandriananahary.

## Herrschaft

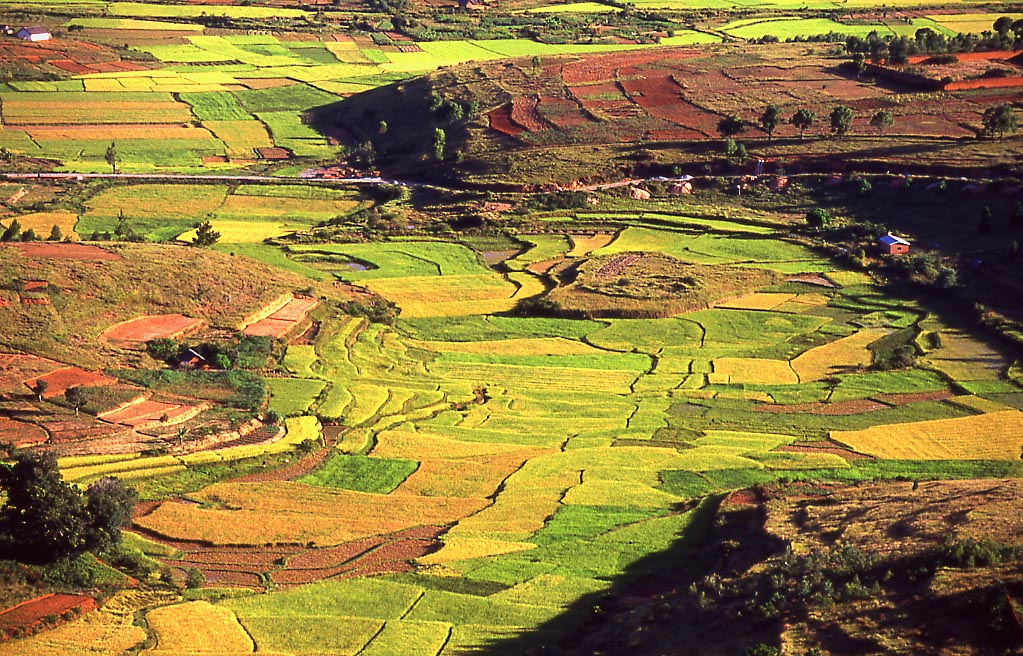
Andriamanelo führte Krieg gegen die Vazimba um sie vom Hochland zu vertreiben.

Ein wesentliches Merkmal von Andriamanelos Regierungszeit war die Ausdehnung seines Herrschaftsgebietes. Vom Heiligen Hügel von Alasora führte er Kriegszüge durch und vertrieb die Vazimba, nach der Legende die ersten Siedler von Madagaskar, vom Hochland in den Westen. Nachdem Andriamanelo die Expansion gelungen war und er nunmehr sowohl über Alasora im Süden als auch über Merimanjaka im Norden regierte, richtete er seine Eroberungszüge gegen Analamanga, welches in der Mitte seines Territoriums lag. In den umliegenden Gebieten vertrieb er alle Vazimba. Die Legende verbindet die militärischen Erfolge mit Erfindungen, die Andriamanelo verbreitete. Dazu gehörten unter anderem die Verarbeitung von Eisen und die Einführung der eisernen Speerspitzen. Die Vazimba kämpften zu dieser Zeit noch mit Waffen aus Ton. Andriamanelo befestigte seine Königsstadt auch mit  Hadivory (Trockengraben), Hadifetsy (Verteidigungsgräben) und Vavahady (Stadttoren mit einer großen Steinscheibe als Verschluss). Er schaffte es jedoch nicht Analamanga zu erobern. Erst sein Enkel Andrianjaka sollte diese Vazimba-Festung letztendlich besiegen.
Nicht nur durch Kriegszüge baute Andriamanelo seine Herrschaft aus. Nach dem Tod seines jüngeren Bruders heiratete Andriamanelo eine Cousine mütterlicherseits, Ramaitsoanala ("Grüner Wald"). Ihr Vater, Rabiby, war ein Astrologe und König von Ambohidrabiby. Ihre Mutter Ivorombe wurde in Legenden als Wassergottheit beschrieben. Durch diese strategische Ehe sicherte sich Andriamanelo die Herrschaft über das Gebiet um Ambohidrabiby. Ramaitsoanala nahm den Namen Randapavola an und wurde später bekannt als Königin Rasolobe, nachdem sie den siebten Sohn, Ralambo zur Welt gebracht hatte. Die sechs älteren Kinder waren entweder Totgeburten oder verstarben in früher Kindheit.
Andriamanelo wird oft als König dargestellt, der die Zivilisation verbreitete, im Kontrast zu den primitiven Vazimba, gegen die er kämpfte. Daher schreibt ihm die mündliche Tradition Künste wie Silberschmieden, Astrologie (sikidy) und Eisenbearbeitung zu. Er führte die Herstellung von Pirogen ein und war der Erste im Hochland, der die Sümpfe um Alasora durch Deiche in Reisfelder verwandelte. Auch die Zirkumzision, wurde nach seinem Ritual durchgeführt. Elemente dieser Rituale werden in manchen Merina-Familien bis heute praktiziert.
Viele dieser Innovationen können jedoch durch archäologische Indizien weiter zurückverfolgt werden. Manche stammen vom Stamm der Hova. Astrologie wurde beispielsweise durch Kontakte zu arabischen Seefahrern eingeführt.

### Thronfolgeregelungen

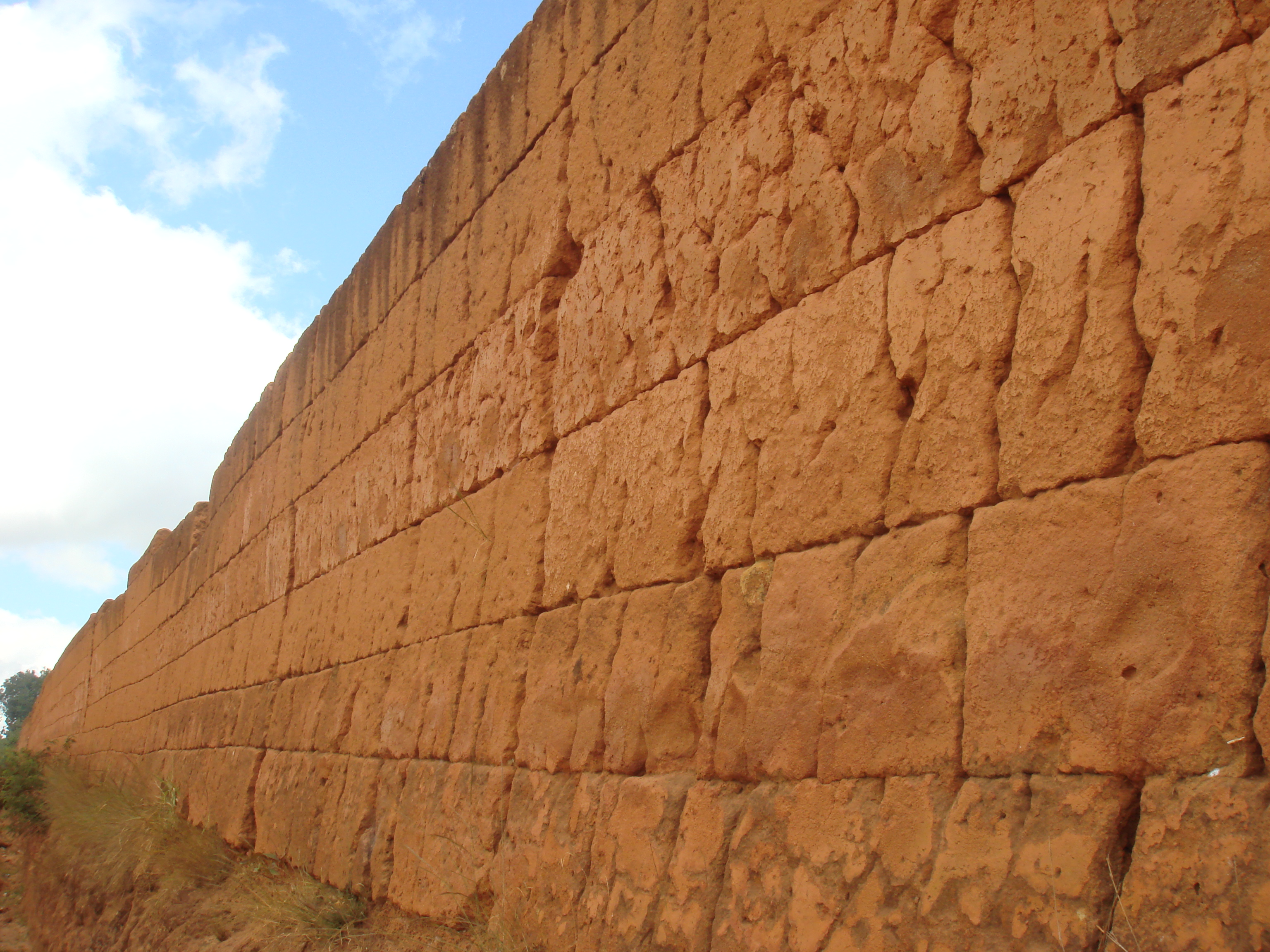
Alasora war das erste Dorf des Hochlands, das während Andriamanelos Krieg mit den Vazimba befestigt wurde.

Andriamanelos Vorfahren hatten das Erbrecht eingeführt, wonach der jüngere Bruder nach dem älteren Bruder erben sollte. Diese Erbfolge führte jedoch zu großen Herausforderungen. Zwar stimmte Rafohys jüngerer Sohn Andriamananitany zunächst bei, begann jedoch bald darauf, ein neues Dorf zu erbauen, dass er überheblich als Ambohitrandriamanitra ("Dorf Gottes") bezeichnete. Er übernahm das System der Befestigungsanlagen, das sein älterer Bruder geschaffen hatte und war ihm dabei sogar voraus. Es gab Gerüchte, dass er die Herrschaft seines Bruders untergraben wollte. Als er jedoch vom Zorn seines Bruders erfuhr, verließ er das Dorf und gründete mit Erlaubnis seines Bruders ein neues mit dem Namen Ambohimanoa ("Dorf der Unterwerfung"). Allerdings errichtete er auch dort wieder einen Verteidigungsgraben. Er wurde von einer Gruppe von Hova – möglicherweise auf Befehl von Andriamanelo – ermordet.
Der König war betrübt und versuchte die Situation zu verbessern, indem er den Sohn seines Bruders, der nun eine Waise war, mit seiner eigenen Schwester Rafotsindrindramanjaka zu verheiraten und erklärte, dass das Kind aus dieser Verbindung, sofern es ein Mädchen sein würde, mit seinem eigenen Sohn Ralambo verheiratet würde; wenn es männlich sei aber der Nachfolger von Ralambo würde. Es wurde ein Mädchen geboren und somit konnte Ralambo wenigstens indirekt den Willen seiner Mutter erfüllen. Daher wurde auch der erste Sohn seiner zweiten Frau in der Herrschaftslinie übergangen. Statt ihm wurde Andrianjaka, Ralambos Sohn von Rafotsindrindramanjaka, eingesetzt. Andriamanelo schreibt man auch die Einführung der Andriana als Kaste von Adligen der Merina zu, woraus im Laufe der Zeit ein ausgeprägtes Kastensystem entstand. Seitdem wurde die Bezeichnung "Hova" nur noch auf einfache, nichtadlige Menschen angewandt. Erst Ralambo bezeichnete sie dann als "Merina".

### Vodiondry
Auch der Heiratsbrauch des Vodiondry wird Andriamanelo zugeschrieben. Anlässlich der Hochzeit mit Ramaitsoanala sandte Andriamanelo ihr verschiedene Hochzeitsgeschenke, unter anderem das Vodiondry-Fleisch von der hinteren Haxe des Schafes (Hüfte Blume, Oberschale) als leckerstes Fleischstück. Der Wert dieses Fleischstückes wurde von Ralambo bekräftigt, der dieselben Stücke von jedem geschlachteten Zebu als Anteil des Königs forderte. Seither ist es Tradition, dass der Bräutigam der Familie der Braut Vodiondry schenkt. Mit der Zeit wurden diese Ehegaben aber durch einen symbolischen Piaster, Geldgeschenke und anderes ersetzt.

## Tod und Nachfolge

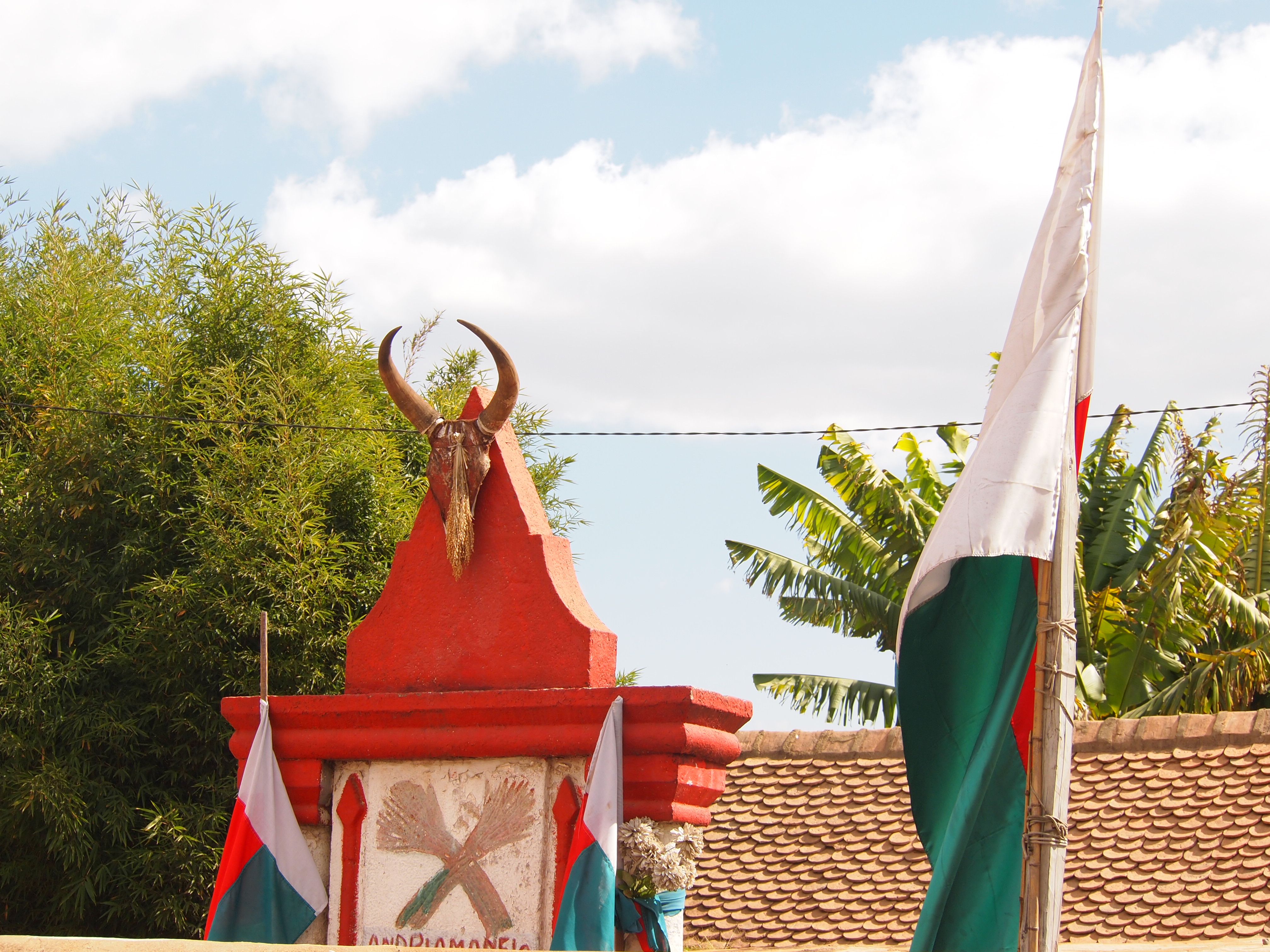
Grab von Andriamanelo in Alasora

Andriamanelo herrschte bis ins hohe Alter und starb ungefähr 1575. Er wurde von seinem einzigen Sohn Ralambo beerbt. Andriamanelo wurde in Alasora in einem Erdhügelgrab beigesetzt. Man sagt, er wurde im Südosten des Königlichen Anwesens begraben, nicht im Norden, wie es Brauch war. Dies hängt wohl damit zusammen, das  Andriamanelo "Anders" war; als Mann mit gemischter ethnischer Herkunft wurde ihm der übliche Platz verwehrt. Eine ähnliche Begräbnisstätte im Norden war wohl das Grab seiner Mutter. Diese beiden Gräber werden als die ältesten bekannten königlichen Gräber in Imerina angesehen.